# Boletín del Ateneo Barcelonés

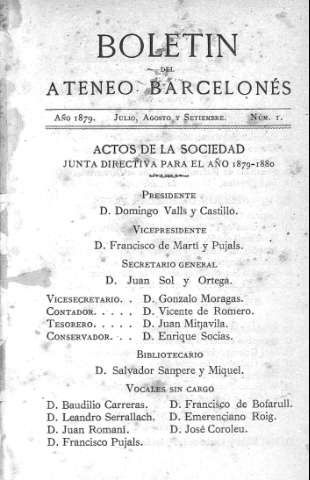
Portada de la primera edició de la revista

El Boletín del Ateneo Barcelonés va ser un butlletí informatiu de caràcter cultural fet a Barcelona durant els anys 1879 i 1883 amb l'objectiu d'exterioritzar les tasques de l'Ateneu Barcelonès.
Va ser produït al 1879 per l'Ateneu Barcelonès i la Biblioteca de Catalunya i es va deixar de produir l'any 1883. Era editat per l'Ateneu Barcelonès i era una publicació trimestral. Es van arribar a publicar 14 exemplars a paper, sent el primer del juliol-setembre de 1879, i l'últim de l'octubre-desembre de 1883, tot i que va ser continuat pel Butlletí de l'Ateneu Barcelonès al 1915. Es publicava en format diari-revista a paper de 20x15cm i cada exemplar (exceptuant l'últim) era de més de 100 pàgines.

## Història
Tot i ser un mitjà d'entreteniment, en ser l'objectiu principal la transmissió de les tasques de l'Ateneu Barcelonès, els butlletins més destacats eren els de juliol-setembre, que començaven amb la presentació de la junta directiva de l'Ateneu barcelonès de cada any i amb la junta de les seccions d'aquest, a més de mostrar el reglament intern, les bases i objectius sobre els que es regia l'Ateneu i el reglament dels concursos i entregues de premis d'aquest.

Les seccions culturals de les quals mostraven els diversos càrrecs i membres eren:
- Literatura, història i antiguitats
- Belles arts
- Ciències morals
- Ciències exactes
- Agricultura
- Indústria
- Comerç

La revista tenia continguts molt variats, tant informatius com culturals. Narraven sessions succeïdes o relacionades amb l'ateneu, mostraven textos informatius de diversos temes, articles culturals i d'opinió de diversos autors, biografies de personalitats del moment, poemes, elements històrics i discursos, molts dels quals havien estat llegits a sessions de l'ateneu pels mateixos membres o col·laboradors.
Dins del contingut, cal destacar la importància que es donava als mateixos participants de l'Ateneu i fins i tot, com nombraven les defuncions de membres del equip dins la revista. Finalitzaven gairebé tots els butlletins amb les obres regalades i adquirides per l'Ateneu durant els mesos de l'edició.
Exemplars:
1879
- No. 01 (jul.-set. 1879)
- No. 02 (oct.-dec. 1879)

1880
- No. 03 (gener-març 1880)
- No. 04 (abr.-juny. 1880)
- No. 05 (jul.-set. 1880)
- No. 06 (oct.-dec. 1880)

1881
- No. 07 (gener-març 1881)
- No. 08 (abr.-juny. 1881)
- No. 09 (jul.-set. 1881)
- No. 10 (oct.-dec. 1881)

1882
- No. 11 (gener-març 1882)
- No. 12 (abr.-juny. 1882)
- No. 13 (jul.-set. 1882)

1883
- No. 14 (oct.-dec. 1883)

Va haver una suspensió del Boletín del Ateneo Barcelonés des del setembre de 1882 fins l'última edició de la revista a l'octubre de 1883 per causes no justificades.

## Final
L'últim butlletí, emès al 1883, va ser més curt que els anteriors, només de 31 pàgines, i tractava la situació econòmica de l'Ateneu, la qual era favorable, i altres situacions de l'administració pública. També va mostrar el discurs transcrit de Manuel Girona, president de l'Ateneu al 1883, sobre els mitjans i elements més importants que el govern i els treballadors podien i havien de posar en planta per a que la indústria nacional competís amb l'estrangera. Per tant, l'últim butlletí no parla de la finalització d'aquest, que va acabar sense motiu aparent.
La continuació d'un butlletí trimestral de l'Ateneu Barcelonès com el de 1879-1883 va ser pel gener-març de 1915 i es va canviar la llengua del castellà al català (però inserint treballs en castellà). Va dur el títol de Butlletí de l'Ateneu i continuava amb l'objectiu de dotar l'Ateneu d'un orgue d'exteriorització de les seves tasques.

## Relació de directors, redactors i col·laboradors
La revista va ser fundada per l'Ateneu Barcelonès, fet notori per com la major part dels escrits o de les elaboracions eren de membres del propi Ateneu o d'escriptors que havien estat relacionats amb aquest. Per tant, el butlletí tenia col·laboradors diversos i no acostumaven a ser repetitius.
Els més comuns eren els col·laboradors que formaven part de la junta directiva de l'Ateneu, canviant cada any tot i que els càrrecs es mantenien. Per tant, ens trobàvem amb col·laboradors que pertanyien a grans societats intel·lectuals i econòmiques de Catalunya.
Altres col·laboradors pertanyien a diverses entitats catalanes degut als vincles que l'Ateneu mantenia amb aquestes.
Entre les personalitats que hi van col·laborar habitualment sense formar part de la junta directiva trobem:
- Antoni Bech i Pujol
- Josep d'Argullol i Serra
- José A. Muntadas
- Antoni Aulèstia Pijoan
- Víctor Balaguer i Cirera

Els col·laboradors principals eren els membres de les juntes directives, les quals trobem escrites als butlletins de juliol-setembre de 1879, 1880, 1881, 1882 i la d'octubre-desembre de 1883.
Juntes directives de l'Ateneu Barcelonès (1879-1883):
|                     | 1879-1880                                                                   | 1880-1881                                                                                            | 1881-1882                                                                                           | 1882-1883                                                                                     | 1883-1884 |
| PRESIDENT           | Domènec Valls i Castillo                                                    | Manuel Angelón                                                                                       | Bartomeu Robert                                                                                     | Luis Góngora                                                                                  | Manuel Girona |
| VICEPRESIDENT       | Francisco de Marti y Pujaís.                                                | Luis Góngora                                                                                         | Francisco de P. Carbonell                                                                           | Romulo Mascaró                                                                                | Melchor de Palau |
| SECRETARI GENERAL   | Juan Sol i Ortega                                                           | Eusebi Corominas Corneli                                                                             | Pompeu Gener                                                                                        | Agustí Ferrer i Pagés                                                                         | Josep Feliu i Codina |
| VICESECRETARI       | Gonzalo Moragas                                                             | Ramón Altavó                                                                                         | Frederic Rahola                                                                                     | Rómulo Bosch                                                                                  | Rafael Pascal |
| TRESORER            | Juan Mitjavila                                                              | Eduardo Chacón                                                                                       | Esteve Amengual                                                                                     | Arturo Farrés                                                                                 | Victoriano déla Riva |
| CONTADOR            | Vicente de Romero                                                           | Fernando Ferratges                                                                                   | Joan Pla i Mas                                                                                      | Salvador Cardenal                                                                             | Modesto Urgell |
| CONSERVADOR         | Enric Socias                                                                | Federico Aymamí                                                                                      | Ramón Aguiló                                                                                        | José Torres Argullol                                                                          | Eduardo Chacón |
| BIBLIOTECARI        | Salvador Sanpere                                                            | Enrique Heriz                                                                                        | Modesto Ortiz i Tejada                                                                              | Francisco Matheu i Fornells                                                                   | Antonio Josep Torrella |
| VOCALS SENSE CÀRREC | -Baudilio Carreras - Francesc de Bofarull - Leandre Serrallach -Joan Romaní | -Vicente de Romero -Ricardo Esteve. -Enrique Socias -Miquel Baltá i Pujol -Salvador Sanpere i Miquel | -Rafael Rodríguez Méndez -Josep Fontseré -Miguel Baltá i Pujol. -Eusebio Corominas. -Eduardo Chacón | -Francisco de P. Carbonell. -Pompeyo Gener -Federico Rahola --Esteve Amengual -Joan Pla i Mas | -Romulo Mascaró -Agustí Ferrer i Pagès -Romulo Bosch -Salvador Cardenal -Artur Farrés -Francisco Matheu i Fornells -José Torres Argullol |

Presidents:
Els dos primers presidents de l'Ateneu durant l'època del butlletí van ser molt representatius en el que es va anomenar el “període republicà de l'Ateneu”. El primer president elegit al 1879 en substitució de Domingo Valls i Castillo, que va deixar el càrrec per malaltia, l'advocat Joan Sol i Ortega, era membre del Partit Republicà Progressista. El president durant 1881 i 1882, Bartomeu Robert i Yarzábal, va ser dirigent de la Lliga Regionalista de Catalunya.

Tots els presidents de la junta administrativa de l'Ateneu i que, per tant, dirigien la revista, eren catalans d'ideologia nacional catalanista. Es relacionaven entre ells al formar part de la política catalana tot i no tots ser polítics. Els dos primers presidents tenien relació amb el món del dret, mentre que Bartolomé Robert i Luis Góngora eren coneguts metges catalans. Finalment, Manuel Girona si que va ser un president de l'Ateneu totalment dedicat al món de la política.